# Mausoleo di Fiano Romano

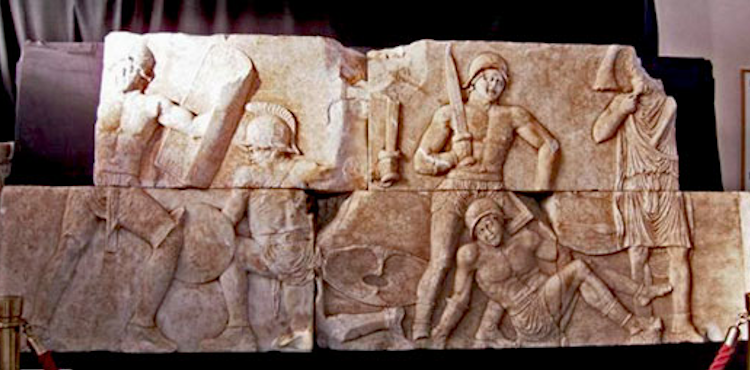
Mausoleo di Fiano Romano esposto nell'antiquarium di Lucus Feroniae.

Il Mausoleo di Fiano Romano è un insieme di tredici grandi blocchi di marmo lunense decorati a rilievo (circa 0,60 m x la 1,00 m x 0,30 m) del I secolo a.C. con scene di combattimenti gladiatori che in origine decoravano tre lati di un imponente monumento funerario a torre.

## Ritrovamento
A gennaio 2007 un'operazione del Comando carabinieri per la tutela del patrimonio culturale insieme alla Guardia di Finanza e con la guida della Procura della Repubblica di Roma portò al recupero in un terreno privato a Fiano Romano di dodici blocchi di marmo lavorati a rilievo, occultati sotto un modesto strato di terreno vegetale e ordinatamente disposti l'uno accanto agli altri. 
I reperti erano stati rinvenuti casualmente, forse anche da oltre sedici anni, durante dei lavori edili ma gli scopritori invece di avvisare le autorità competenti avevano pensato di tentare di rivenderli all'estero sul mercato clandestino delle opere d'arte, per un prezzo iniziale che si pensa fosse di circa 10 miliardi di lire dell'epoca (oltre 5 milioni di euro). 
Insieme ai blocchi, ma semplicemente accatastate vicino ad essi, furono ritrovati anche la parte inferiore di una statua di togato, resti di un'iscrizione e numerosi elementi di cornici e decorazioni. 
A dare la notizia del ritrovamento, considerato immediatamente molto importante, fu l'allora vicepresidente del Consiglio dei Ministri e Ministro per i Beni e le Attività Culturali, Francesco Rutelli, in un incontro con la stampa al Museo nazionale etrusco di Villa Giulia che lo definì "un ritrovamento straordinario".
I successivi scavi nell'area del ritrovamento, svolti nel corso del 2007 dalla Sovrintendenza Archeologica per l'Etruria meridionale, permisero di rinvenire il basamento dell'imponente monumento funerario a torre, appartenuto in base alle iscrizioni ad un magistrato capenate, su cui erano fissati originariamente i blocchi.  Inoltre il fatto che una parte del basamento del sepolcro era costituita da schegge di lavorazione dei blocchi stessi ha confermato che i blocchi furoni lavorati direttamente in loco.
Il ministero, in ossequio alla linea di mantenere le opere nell'area di provenienza, decise da subito di collocare i blocchi nell'antiquarium del sito archeologico di Lucus Feroniae, scelta che, vista la rilevanza dell'opera, non mancò di sollevare perplessità.
Nel 2018 i Carabinieri del TPC riuscirono a recuperare un'ulteriore blocco del mausoleo, venendo a conoscenza della sua vendita sul mercato estero e recuperandolo quindi in Olanda.

## Descrizione
Lungo i blocchi sono raffigurati in rilievo, senza soluzione di continuità e secondo modelli ben attestati, episodi di combattimento che vedono impegnati sei coppie di gladiatori, mentre sullo sfondo sono presenti dei suonatori.
Le parti mancanti non permettono una valutazione puntuale della scena rappresentanta ma vari elementi, come le armi e le vesti, fanno pensare ad un unico soggetto raffigurato nei vari episodi.
In particolare, nei blocchi meglio conservati si può osservare:
- all'estremità del lato centrale è rappresentato uno dei gladiatori, ormai caduto a terra, sopraffatto dall'avversario il quale preme il piede sopra la mano del nemico che ancora stringe una corta spada ricurva e, abbandonato lo scudo, alza il braccio sinistro nel gesto della missio (ovvero di tregua, richiesta di grazia);
- sul lato destro c'è un gladiatore con un ginocchio a terra che abbassa lo scudo stringendo ancora la spada nella mano destra arretrata, mentre l'avversario arresta il suo impeto e rivolge lo sguardo in attesa del verdetto finale dell'editor;
- all'estremità del lato destro è rappresentato un gladiatore morente, caduto a terra e con lo scudo oblungo ormai definitivamente abbandonato.

Il dinamismo delle scene, il loro realismo, il plasticismo delle figure, il forte pathos trasmesso, l'altissima qualità del materiale utilizzato e soprattutto della realizzazione del rilievo fanno pensare che fu prodotto da una bottega di primo piano dell'epoca, capace di impegnarsi in una narrazione complessa ma al tempo stesso curata nei minimi dettagli.
Si valuta che il rilievo possa essere stato realizzato nel terzo venticinquennio del I sec. a.C. (ossia tra il 50 e il 25 a.C.), alla vigilia del principato di Augusto.
I blocchi di marmo decoravano tre lati di un grosso monumento funerario a torre.